# Lucille Fletcher
Pour les articles homonymes, voir Fletcher.
Œuvres principales
- Raccrochez, c'est une erreur (1944)

Lucille Fletcher, née Violet Lucille Fletcher (Brooklyn, 28 mars 1912 - Langhorne, Pennsylvanie, 31 août 2000), est une auteure de roman policier et une scénariste américaine ayant travaillé pour la radio, le cinéma et la télévision.

## Biographie
Fille de Matthew et Violet Fletcher, Lucille Fletcher fréquente l'école publique avant d'entrer au prestigieux Vassar College de Poughkeepsie, où elle obtient un baccalauréat en arts en 1933. Après l'obtention de son diplôme, elle travaille à la radio de la CBS comme employée au copyright, libraire de la bibliothèque musicale et rédactrice au département de la publicité. Elle rencontre sur son lieu de travail son futur époux, le compositeur Bernard Herrmann. Les deux jeunes gens se fréquentent pendant cinq ans et, en dépit de leur désir de se marier, leur union est retardée, car les parents de la jeune fille évoquent la personnalité tranchante de Herrmann pour taire qu'ils désapprouvent le fait qu'il soit juif. Finalement, les noces sont célébrées le 2 octobre 1939.
Pendant leurs fréquentations et après leur mariage, Lucille Fletcher et son mari collaborent en commun à plusieurs projets. Herrmann compose, par exemple, la partition de The Hitch-Hiker, pièce radiophonique de sa femme pour l'émission The Campbell Playhouse (en), cependant que cette dernière rédige le livret de Les Hauts de Hurlevent (Wuthering Heights), un opéra composé par son mari d'après le roman de Emily Brontë.
Pendant la Seconde Guerre mondiale, Lucille Fletcher poursuit avec succès sa carrière de scripteur pour la radio et travaille avec des artistes reconnus. Ainsi quelques-unes de ses pièces radiophoniques, dont The Hitch-Hiker, sont réalisées pour CBS par Orson Welles. The Hitch-Hiker connaît en outre une adaptation télévisuelle par Alvin Ganzer pour la série La Quatrième Dimension (L'Auto-stoppeur, Saison 1, épisode 16 - diffusion le 22 janvier, 1960).
Le nom de Lucille Fletcher est encore aujourd'hui associé à Raccrochez, c'est une erreur (Sorry, Wrong Number), pièce radiophonique diffusée en 1944 et que Anatole Litvak porte à l'écran en 1948 sous le titre éponyme à partir d'un scénario de l'auteur elle-même. Celle-ci reprendra d'ailleurs ce récit pour un roman, écrit en collaboration avec Allan Ullman, et en donnera aussi une version pour le théâtre.
En 1948, le couple Herrmann-Fletcher divorce et, l'année suivante, Fletcher devient l'épouse de Douglass Wallop jusqu'à la mort de ce dernier en 1985.
À partir de la fin des années 1950, elle signe quelques scénarios pour la télévision, mais l'essentiel de sa production se résume à une demi-douzaine de suspense, presque tous traduits en France.
Elle est décédée dans une petite ville de Pennsylvanie en 2000.

## Œuvre

### Romans
- Sorry, Wrong Number (1948), en collaboration avec Allan Ullman Publié en français sous le titre Raccrochez, c'est une erreur, Paris, Éditions de la Paix, coll. Police judiciaire no 10, 1949 ; réédition, Paris, J'ai lu policier no 10, 1968 ; réédition, Paris, Librairie des Champs-Élysées, Le Masque no 2075, 1992
- Night Man (1951), en collaboration avec Allan Ullman Publié en français sous le titre L'Homme de la nuit, Lausanne, Ditis, coll. Détective Club-Suisse no 75, 1951 ; réédition, Paris, Ditis, coll. Détective Club no 44, 1951 ; réédition, Paris, J'ai lu no 38, 1965 ; réédition, Paris, Librairie des Champs-Élysées, coll. Le Masque no 2207, 1994
- The Daughters of Jasper Clay (1958)
- Blindfold (1960) Publié en français sous le titre Un bandeau sur les yeux, Paris, Denoël, coll. Super Crime-club no 210, 1963
- ...And Presumed Dead (1963) Publié en français sous le titre ...Porté disparu, Paris, Denoël, coll. Super Crime-club no 220, 1963
- The Strange Blue Yawl (1964) Publié en français sous le titre Le Crime du Yawl bleu, Paris, Denoël, coll. Super Crime-club no 236, 1965
- The Girl in Cabin B54 (1968) Publié en français sous le titre La Passagère de la cabine B54, Paris, Denoël, coll. Super Crime-club no 268, 1969
- Eighty Dollars to Stamford (1975) Publié en français sous le titre La Belle Dame sans merci, Paris, Librairie des Champs-Élysées, Le Masque no 1493, 1977
- Mirror Image (1988)

### Théâtre
- Sorry, Wrong Number, (1952)
- Wuthering Heights (1943–51), livret d'opéra
- Night Watch (1972)

### Pièces radiophoniques
- My Client Curley (1940)
- The Hitch-Hiker (1941)
- Remodeled Brownstone
- The Furnished Floor
- Sorry, Wrong Number (1944)
- The Diary of Sophronia Winters
- The Search for Henri Le Fevre
- Bad Dreams Fugue in C Minor
- Someone Else
- Night Man (1950)
- Dark Journey
- The Intruder

## Prix et distinctions
- Edgar du Mystery Writers of America pour Sorry, Wrong Number[1]